# Fissidens acacioides
Fissidens acacioides là một loài Rêu trong họ Fissidentaceae. Loài này được Schrad. mô tả khoa học đầu tiên năm 1803.